# 356
356（三百五十六、さんびゃくごじゅうろく）は自然数、また整数において、355の次で357の前の数である。

## 性質
- 356は合成数であり、約数は 1, 2, 4, 89, 178, 356 である。
  - 約数の和は630。
- 各位の和が14になる22番目の数である。1つ前は347、次は365。
- 各位の平方和が70になる最小の数である。次は365。(オンライン整数列大辞典の数列 A003132)
  - 各位の平方和が n になる最小の数である。1つ前の69は128、次の71は1356。(オンライン整数列大辞典の数列 A055016)
- 各位の立方和が368になる最小の数である。次は365。(オンライン整数列大辞典の数列 A055012)
  - 各位の立方和が n になる最小の数である。1つ前の367は2227、次の369は1356。(オンライン整数列大辞典の数列 A165370)
- 356 = 102 + 162
  - 異なる2つの平方数の和で表せる107番目の数である。1つ前は353、次は360。(オンライン整数列大辞典の数列 A004431)
- 356 = 42 + 42 + 182 = 42 + 122 + 142 = 62 + 82 + 162
  - 3つの平方数の和3通りで表せる51番目の数である。1つ前は349、次は361。(オンライン整数列大辞典の数列 A025323)
  - 356 = 42 + 122 + 142 = 62 + 82 + 162
    - 異なる3つの平方数の和2通りで表せる68番目の数である。1つ前は355、次は357。(オンライン整数列大辞典の数列 A025340)
- 356 = 22 × 89
  - 2つの異なる素因数の積で p2 × q の形で表せる44番目の数である。1つ前は338、次は363。(オンライン整数列大辞典の数列 A054753)

## その他 356 に関連すること
- 西暦356年
- ポルシェ・356
- 1年365日のうち、1月1日から数えて356日目は12月22日。